# Dendrohyrax arboreus
La procavia arboricola (Dendrohyrax arboreus) è una delle quattro specie esistenti di iraci (ordine Hyracoidea), e una delle due del genere Dendrohyrax (che include anche il D. dorsalis).

## Descrizione
Molto simile agli altri iraci, la procavia arboricola ha una lunghezza di circa 50 cm, un peso di 4 kg, e proporzioni paragonabili a quelle di un grosso coniglio. Il pelo è folto e morbido, di colore variabile dal grigio al marrone con screziature bianche; il ventre e la zona della ghiandola dorsale sono bianchi.

## Biologia
A differenza dell'irace del Capo, la procavia arboricola è prevalentemente notturna, e solitaria. Di giorno dorme sugli alberi, prediligendo il fogliame fitto che la protegge dai predatori; di sera scende a terra a cercare cibo. Al tramonto e all'alba emette una serie di versi e grida molto intensi. A terra ha movimenti abbastanza goffi, ma è un'ottima arrampicatrice.
Si nutre di foglie, erba, frutta e leguminose.
La gestazione dura 7 mesi, e in genere vengono partoriti uno o due piccoli, molto precoci.

## Distribuzione e habitat
È diffuso lungo la costa sudorientale dell'Africa dal Kenya al Sudafrica, e in alcune regioni del Congo e dello Zambia. In swahili si chiama perere (mentre altri iraci, come l'irace del Capo e l'irace delle steppe, sono detti pimbi).
Vive nelle foreste montane, ad altitudini fino ai 4.500 m.

## Conservazione
La IUCN red list classifica questa specie come a minimo rischio di estinzione.